# Megadenia pygmaea
Megadenia pygmaea är en korsblommig växtart som beskrevs av Carl Maximowicz. Megadenia pygmaea ingår i släktet Megadenia och familjen korsblommiga växter. Inga underarter finns listade i Catalogue of Life.